# Drepanosticta bicornuta
Drepanosticta bicornuta – gatunek ważki z rodziny Platystictidae.